# Banksia violacea
Banksia violacea, tên trong tiếng Anh: violet banksia, là một loài thực vật có hoa trong họ Quắn hoa. Loài này được C.A.Gardner miêu tả khoa học đầu tiên năm 1927.